# St. Vitus (Visbek)

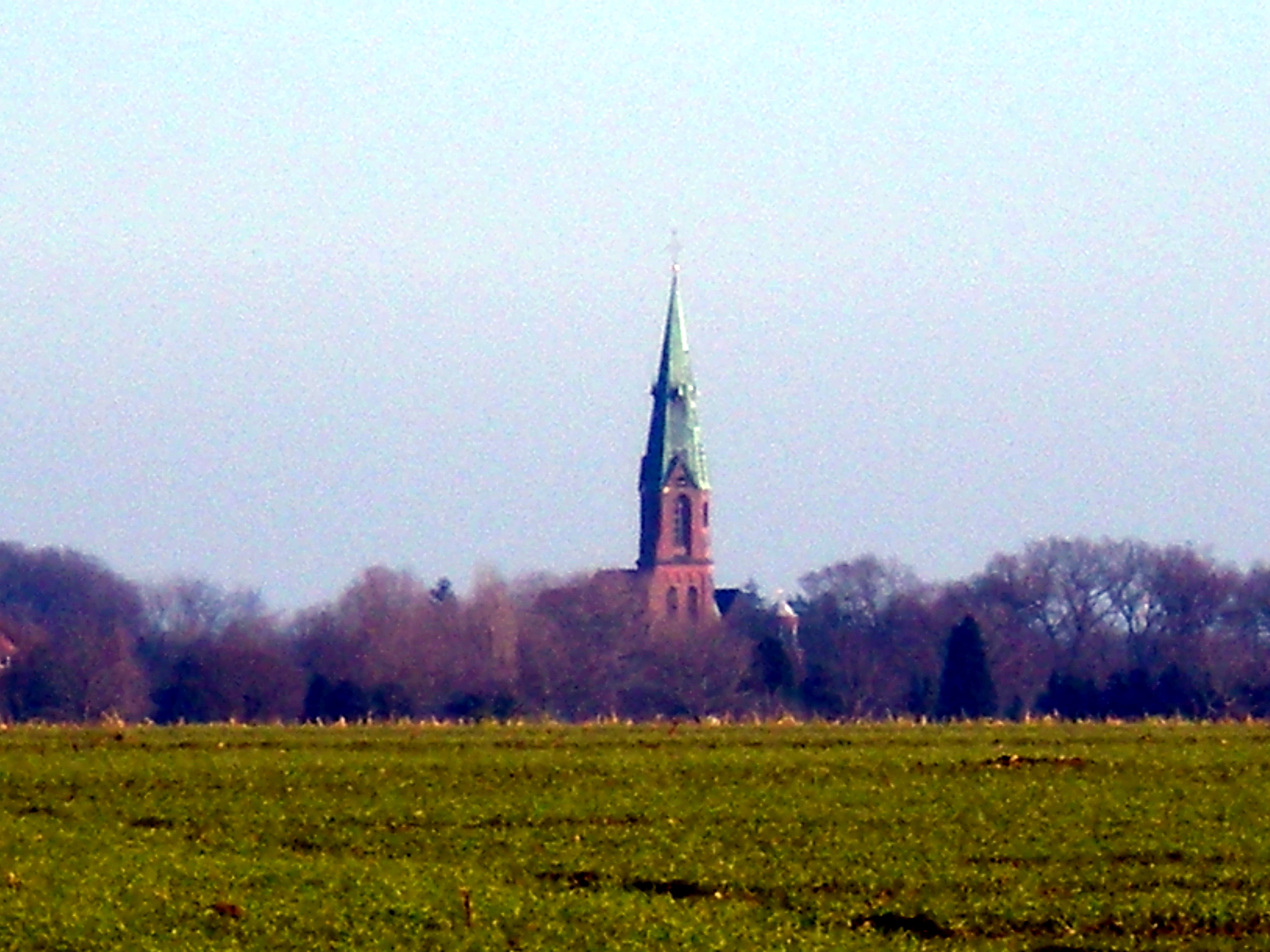
Die St.-Vitus-Kirche von Westen, vom Erlter Esch aus gesehen

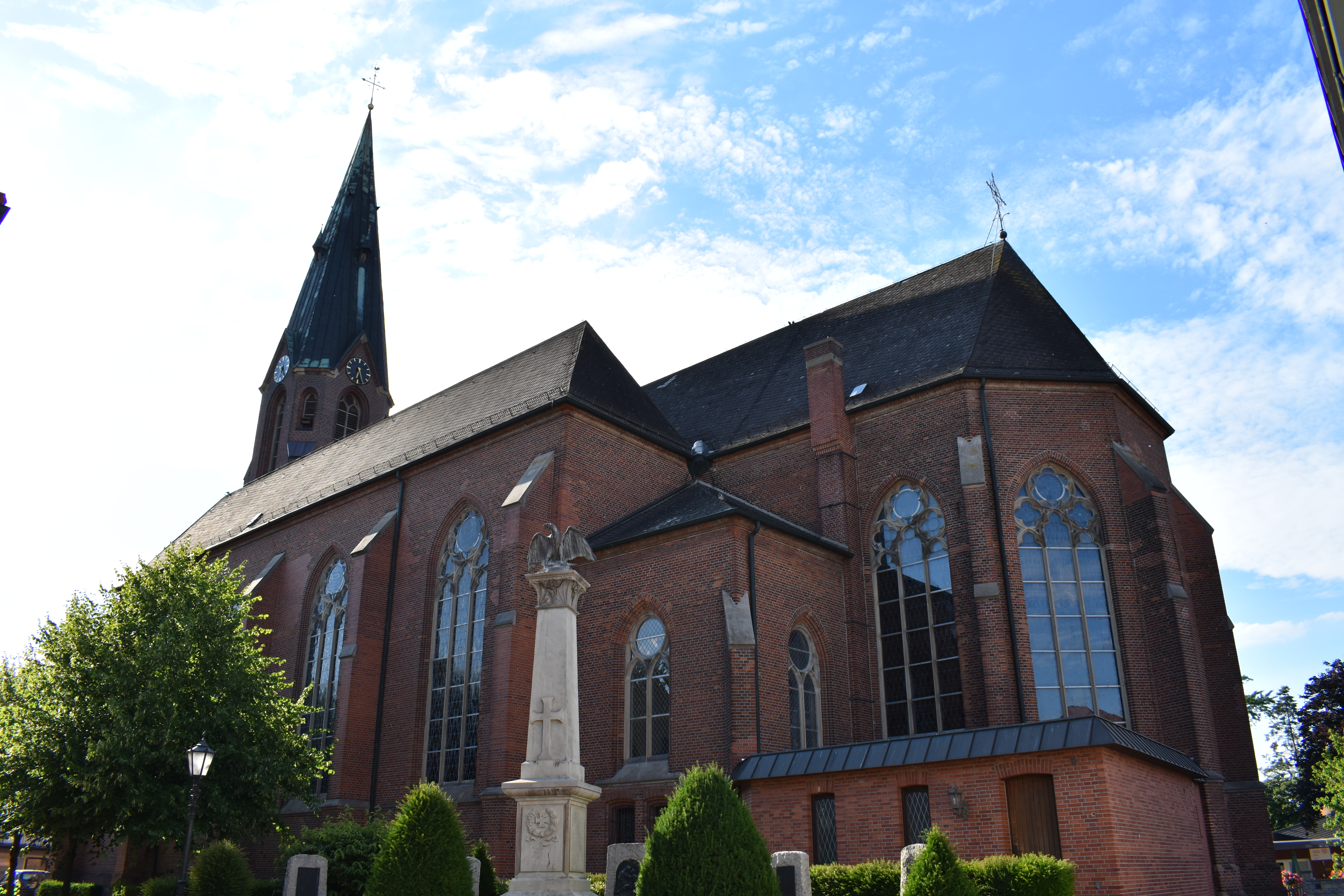
Ansicht des Kirchengebäudes aus Südosten

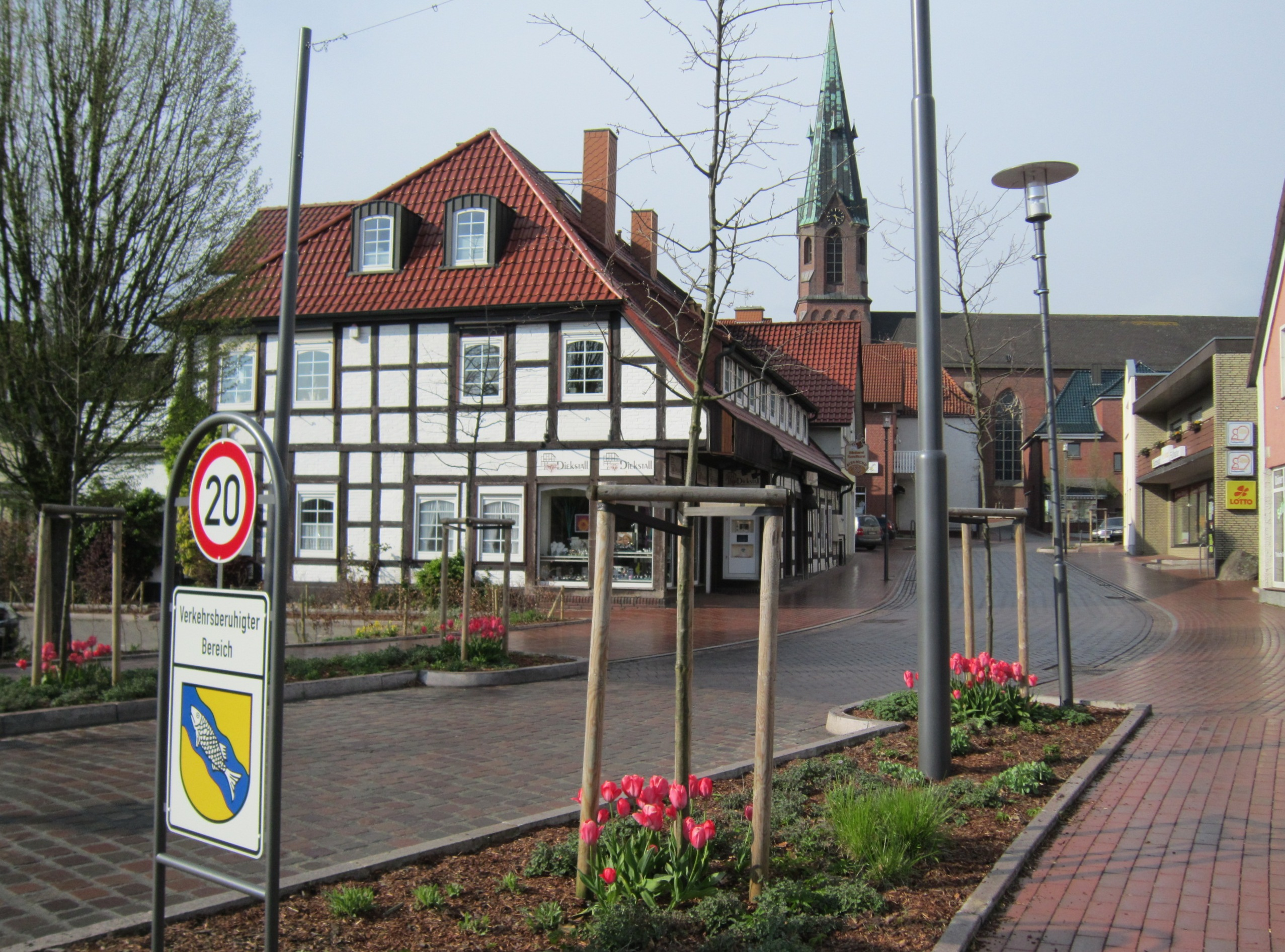
Blick auf die St.-Vitus-Kirche von Süden über die Hauptstraße

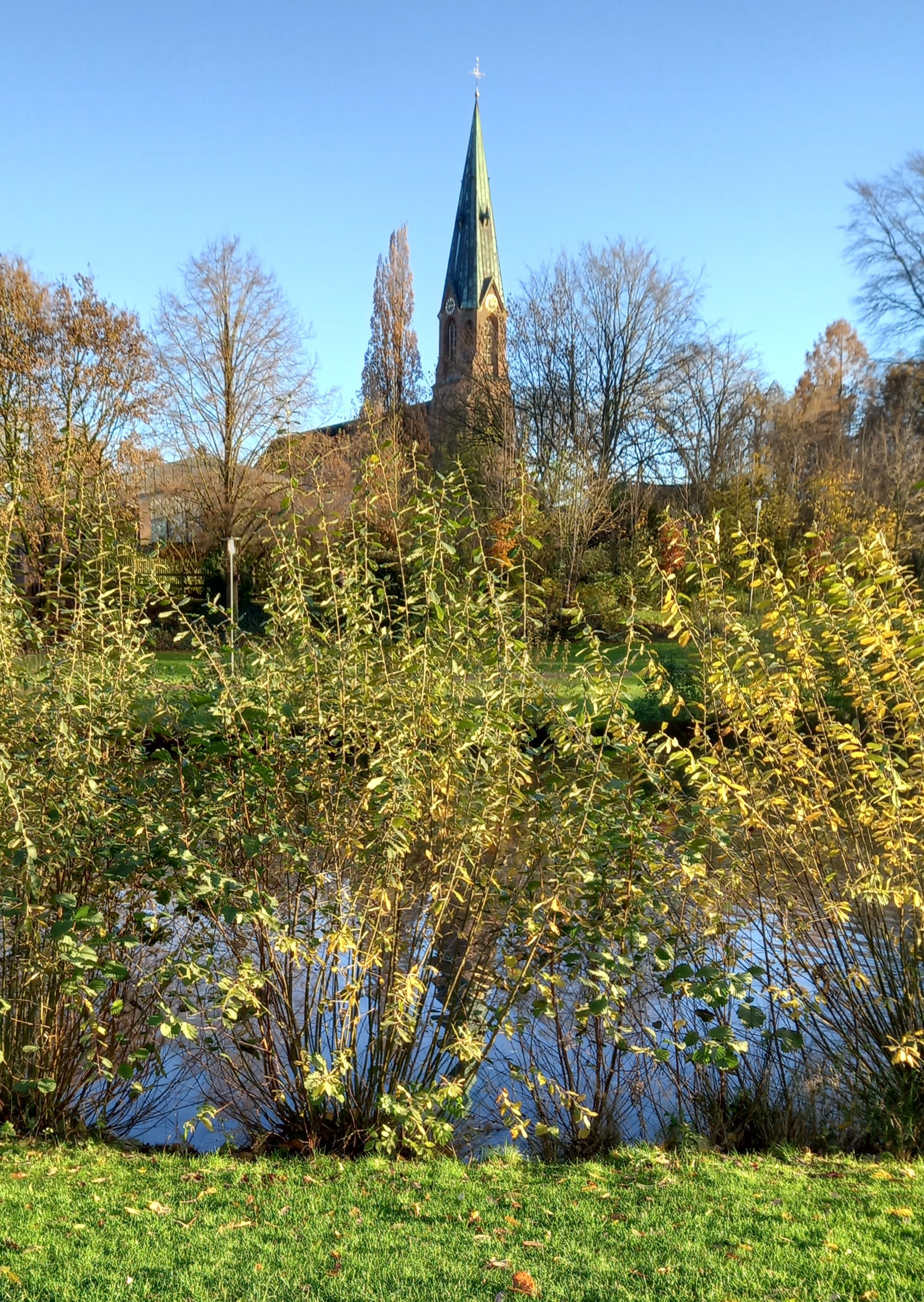
Die St.-Vitus-Kirche vom Visbeker Dorfpark Pastors Wisk aus gesehen (2023)

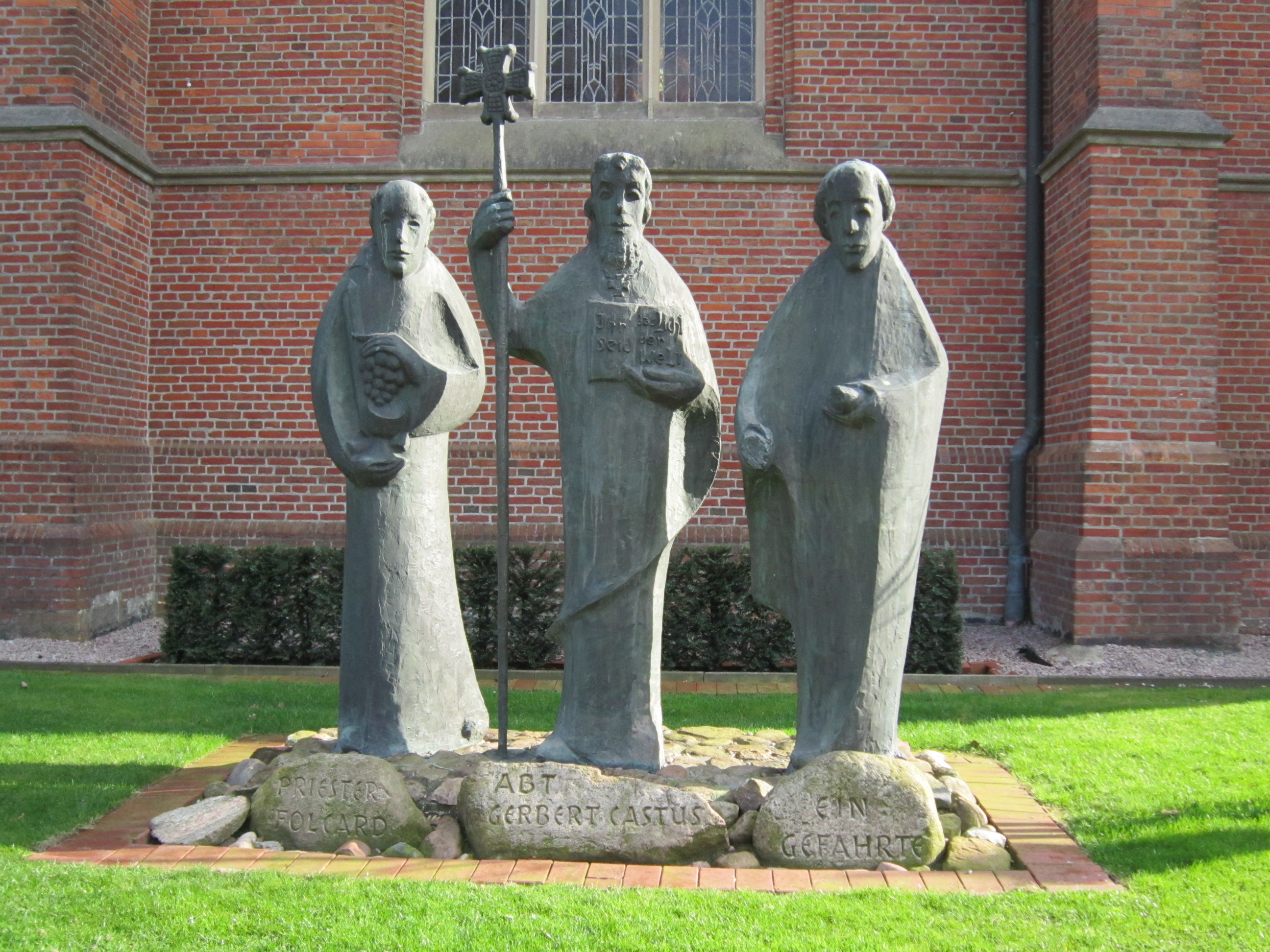
Abt-Gerbert-Castus-Denkmal auf der Nordseite der St.-Vitus-Kirche

St. Vitus ist die römisch-katholische Pfarrkirche in der niedersächsischen Gemeinde Visbek, im Oldenburger Münsterland. Die unter dem Patrozinium des heiligen Vitus (15. Juni) stehende Kirche gehört zum Dekanatsbezirk Vechta des Bischöflich Münsterschen Offizialats. Es besteht eine Filialkirche St. Antonius in der Visbeker Bauerschaft Rechterfeld.

## Geschichte
Die Abtei Visbek wurde erstmals am 1. September 819 in einer Verleihungsurkunde von Kaiser Ludwig dem Frommen als „fiscbechi“ erwähnt. Laut Urkundentext wurde dem frühen Visbek Immunität gewährt, da Kaiser Ludwig der Fromme dem Abt Gerbert Castus, dem „Apostel des Oldenburger Münsterlandes“ – für eine „cellula“ und die untergebenen Kirchen im Leri-, Hase- und Venkigau völlige Freiheit von Abgaben gewährte. Inzwischen wird diese Urkunde jedoch als Corveyer Totalfälschung aus dem späten 10. Jahrhundert angesehen. Zuvor waren ab 780 n. Chr. von Karl dem Großen (* wahrscheinlich 2. April 747 oder 748; † 28. Januar 814 in Aachen) neun Missionssprengel zur Christianisierung der unterworfenen Sachsen errichtet worden, von denen die cellula fiscbechi einen bildete. In Visbek wurde die erste Kirche des Missionsbezirkes, die sogenannte Urkirche, erbaut. Spätestens ab dem Jahre 855 unterstand der Ort mitsamt seinen Besitzungen im Missionsgebiet durch eine Schenkung Ludwigs des Deutschen der Benediktinerabtei Corvey.
An derselben Stelle steht heute die nachweislich siebte Visbeker Pfarrkirche, die 1872 bis 1876 von den Architekten Hilger Hertel d. Ä. (Münster) und Franz Xaver Lütz (Osnabrück) als geostete dreischiffige neugotische Hallenkirche erbaute und am 4. Oktober 1876 geweihte St.-Vitus-Kirche. Bereits 1891 drohte sie jedoch, wegen ungenügender Fundamentierung einzustürzen. Daraufhin wurde 1892 die Fundamentierung verbessert, und es wurden die Pfeiler im Innern durch stärkere ersetzt, und die Gewölbe verankert und übermauert. Die Konsekration der Kirche erfolgte am 24. Juli 1884 durch Bischof Johann Bernhard Brinkmann. Sie erhebt sich am höchsten Punkt des Ortes, in der Dorfmitte, und ist von weitem, selbst aus den Bauerschaften, zu sehen. Der mit fünf Glocken bestückte, erst in den Jahren 1883/1884 errichtete Turm hat einschließlich des Turmkreuzes eine Höhe von 65 m, die Außenlänge des Gebäudes beträgt ca. 53 m. Der Innenraum der heutigen Kirche hat eine Fläche von 30,50 × 22 m. Die Länge des Chores beträgt 13,30 m. Die Kirche bietet etwa 800 Gläubigen Platz.
Über die Verbindung zu Corvey, wo sich die Reliquien des heiligen Vitus befinden, wurde dieser Heilige Schutzpatron der Pfarrkirche von Visbek. Im Jahre 1937 erhielt Visbek eine Vitus-Reliquie aus Corvey.

## Ausstattung
Der Innenraum der Kirche ist mit sechs lebensgroßen spätbarocken hölzernen Skulpturen des münsterschen Hofbildhauers Johann Heinrich König (1705–1784) ausgestattet. Die Figuren der vier Kirchenväter gehörten vermutlich ursprünglich zum Hochaltar. Die beiden anderen Statuen stellen Maria mit dem Kinde und Johannes den Täufer dar.
Am Klosterplatz – an der Nordseite der Kirche – steht eine Bronzeplastik des Osnabrücker Dombildhauers Willi Witte aus dem Jahre 1984. Die Figurengruppe stellt den Abt Gerbert Castus, den Priester Folcard (einen Mitstreiter des Bischofs Willehad) und einen Gefährten der beiden dar, den Grafen Emmig.

### Glocken
Die Kirche verfügt über ein Turmgeläut mit fünf Glocken aus Bronze. Die Glocke von Johann Groning wurde kurz vor Beginn des Dreißigjährigen Krieges gegossen. Diese Glocke trägt nach Anführung der Namen des Pastors und der Provisoren die Inschriften: „Leten Mi Dit Kespel zu Visbeke zu Gotes Eren Neiie umegeten dorch Johan Groning Von Oldenborg . Anno 1615“ und „Ick . Bin . Einsam . Unde . Elende . Die . Angest . Mines . Herten . Is . Grot . Vore . Mi . Ut . Minen . Noden . Sehe . An . Minen . Jammer . Unde . Elende . Vergif . Mi . Mine . Sunde . Sehe . an . Dat . Mine . Sunde . So . Vel . Is . Wende . Di . Tho . Mi . Unde . Wes . Mi . Gnadich . Wente“. Nach dem Zweiten Weltkrieg goss die Glockengießerei Otto aus Bremen-Hemelingen. zwei neue Glocken für St. Vitus, die im Jahr 1979 durch weitere zwei Glocken aus der Eifeler Glockengießerei Mark ergänzt wurden.
- d1 (141 cm), gegossen 1979 von Mark (Brockscheid/Eifel)
- e1 (124 cm), gegossen 1615 von Johann Groning von Oldenburg
- f1 (113 cm), gegossen 1948 von Otto (Hemelingen)
- g1 (101 cm), gegossen 1948 von Otto (Hemelingen)
- a1 (92 cm), gegossen 1979 von Mark (Brockscheid/Eifel)

### Orgel
Die Orgel wurde 1972 von der Orgelbaufirma Kreienbrink (Osnabrück-Hellern) erbaut. Das Schleifladen-Instrument hat 29 Register auf zwei Manualen und Pedal. Die Spieltraktur ist mechanisch, die Registertraktur elektrisch.
| I Hauptwerk C– |            |       |
| 1.             | Quintadena | 16′   |
| 2.             | Prinzipal  | 8′    |
| 3.             | Gemshorn   | 8′    |
| 4.             | Oktave     | 4′    |
| 5.             | Rohrflöte  | 4′    |
| 6.             | Quinte     | 2 ⁄3′ |
| 7.             | Oktave     | 2′    |
| 8.             | Mixur VI   |       |
| 9.             | Cymbel III |       |
| 10.            | Trompete   | 8′    |

| II Schwellwerk C– |                 |       |
| 11.               | Gedackt         | 8′    |
| 12.               | Weidenpfeife    | 8′    |
| 13.               | Prinzipal       | 4′    |
| 14.               | Blockflöte      | 4′    |
| 15.               | Nachthorn       | 2′    |
| 16.               | Sifflöte        | 1 ⁄3′ |
| 17.               | Sesquialtera II |       |
| 18.               | Nonsept I–II    |       |
| 19.               | Scharff IV      |       |
| 20.               | Dulican         | 16′   |
| 21.               | Schalmey        | 8′    |
|                   | Tremulant       |       |

| Pedalwerk C– |                 |     |
| 22.          | Prinzipalbass   | 16′ |
| 23.          | Subbass         | 16′ |
| 24.          | Oktavbass       | 8′  |
| 25.          | Choralbass      | 4′  |
| 26.          | Bauernpfeife    | 2′  |
| 27.          | Rauschpfeife IV |     |
| 28.          | Posaune         | 16′ |
| 29.          | Clairne         | 4′  |
|              | Tremulant       |     |